# Ruthra humesi
Ruthra humesi – gatunek widłonoga z rodziny incertae sedis w obrębie rzędu Cyclopoida. Nazwa naukowa tego rodzaju skorupiaków została opublikowana w 2003 roku przez koreańskiego profesora zoologii Il-Hoi Kima.